# Полудьонний Микола Миколайович
Микола Миколайович Полудьонний (нар. 11 листопада 1958, смт Гурзуф, Ялтинський район, Кримська область, Українська РСР) — колишній заступник Міністра фінансів України (11 червня 2008 — 11 березня 2010), екс-радник Президента України Віктора Ющенка (18 березня — 21 листопада 2005, 21 листопада 2005 — 2 жовтня 2006, 2 жовтня 2006 — 20 березня 2008).

## Освіта
У 1985 році отримав диплом Київського державного університету ім. Т. Шевченка (юридичний факультет, спеціальність: «Правознавство», кваліфікація: «Юрист»).

## Кар'єра
Трудовий шлях розпочав у жовтні 1975 року в Інституті металофізики Академії наук УРСР (м. Київ), де по листопад 1976 він обіймав посаду старшого техніка.
З листопада 1976 по грудень 1978 служив у Збройних силах СРСР.
Демобілізувавшись з Радянської армії, у лютому 1979 року повернувся до київського Інституту металофізики АН УРСР, де по травень 1980 працював старшим техніком, механіком високої кваліфікації.
З травня 1980 по лютий 1996 обіймав посади оперуповноваженого, слідчого, старшого слідчого, старшого слідчого з особливо важливих справ, першого заступника начальника слідчого управління ГУ МВС України в Київській області.
У лютому 1996 очолив управління організаційного забезпечення діяльності судів і судово-правової реформи.
З 26 квітня 1997 року, згідно з підписаним Президентом України Указом № 374/1997, обійняв посаду заступника Міністра юстиції України — керуючого справами Міністерства юстиції України (м. Київ).
Іншим Указом Президента України № 938/1997 від 2 вересня 1997 був звільнений (у зв'язку з ліквідацією посади).
З лютого 1999 року по березень 2005 був директором юридичної фірми — приватного підприємства «Професіонал» (м. Київ), співпрацюючи з освітніми проектами в третьому секторі (зокрема, з питань правовідносин між ЗМІ і владою).

## Політична діяльність
На виборах Верховної Ради України 1998 року балотувався як самовисуванець по одномандатному виборчому округу № 220 (м. Київ) від блоку партій «Вперед, Україно!» (№ 68 виборчого списку), але за підсумками виборів до парламенту пройти не вдалося.
У ході Помаранчевої революції спільно з колегами-юристами довів у Верховному Суді України факт фальсифікації підсумків голосування у другому турі президентських перегонів 2004.
Також відомий тим, що успішно захистив у суді інтереси дружини В. Ющенка — Катерини (на той момент ще Чумаченко), яка звинуватила скандально відомого телеведучого з Росії Михайла Леонтьєва в наклепі. У квітні 2001 року М. Леонтьєв у телепередачі «Однако» на телеканалі ОРТ (Росія) виступив із заявою, що громадянка США К. Чумаченко шляхом інтриг намагається змістити Леоніда Кучму з посади глави держави, що за нею та В. Ющенком стоять впливові американські сили, які намагаються розколоти Україну і Росію. Згодом скандальний тележурналіст був оголошений персоною нон ґрата в Україні.
Відповідно до Указу Президента України В. Ющенка № 496/2005 від 18 березня 2005 року призначений на посаду радника Президента України.
У зв'язку з переходом на іншу роботу Указом Президента України В. Ющенка № 1627/2005 від 21 листопада 2005 року був звільнений із обійманої посади.
Того ж дня глава держави підписав Указ № 1628/2005 про призначення М. Полудьонного на посаду радника Президента України — Керівника Головної служби правової політики Секретаріату Президента України (м. Київ).
З 2 жовтня 2006 року був звільнений з цієї посади Указом Президента України № 811/2006.
Згідно з Указом глави держави № 812/2006 від 2 жовтня 2006 роки знову став радником на Банковій, брав участь у розробці юридичних обґрунтувань найрезонансніших ініціатив Президента (серед яких — розпуск Верховної Ради V скликання і звільнення навесні 2007 року суддів КС України).
20 березня 2008 глава держави В. Ющенко підписав Указ № 243/2008, тим самим прийнявши відставку М. Полудьонного. Причини його відходу президентським Секретаріатом не оголошувалися.
З 11 червня 2008 року Розпорядженням Кабміну № 809-р, підписаним Прем'єр-міністром Юлією Тимошенко, призначений на посаду заступника Міністра фінансів України Віктора Пинзеника.
Розпорядженням № 394-р від 11 березня 2010 року Кабінет Міністрів України на чолі з Миколою Азаровим, що змінив Ю. Тимошенко, звільнив М. Полудьонного з посади.
Є безпартійним.

## Громадська діяльність
З грудня 1997 року по лютий 1999 був директором програми «Українська доброчесність» Українського законодавчого фонду (м. Київ).
Є членом дорадчого комітету проекту «Гідна Україна», Ради з питань забезпечення реалізації в Україні Порогової програми Корпорації «Виклики тисячоліття» щодо зниження рівня корупції.
Входить до складу ради правових експертів Юридичного прес-клубу, бере участь у робочих групах з підготовки законопроектів з реформування системи держуправління та судової системи.

## Наукова діяльність
Практичну роботу в сфері юриспруденції М. Полудьонний успішно поєднує з теоретичними дослідженнями, будучи автором більш як 30 публікацій у цьому напрямку.

## Нагороди та регалії
У 2005 році М. Полудьонний був визнаний юристом року.
З 2005 по 2006 рік входив до складу Комісії державних нагород та геральдики,
Є державним службовцем 3-го рангу.
У 2007 йому присвоєно почесне звання «Заслужений юрист України».
Входить до складу Національної комісії із зміцнення демократії та утвердження верховенства права, є членом правління Асоціації правників України.
Також обраний членом Київської міської колегії адвокатів.

## Родина
Політик одружений. Разом з дружиною виховав двох синів.